# خط لوله سومد
خط لوله سومد (انگلیسی: Sumed pipeline) یک خط لوله نفت در مصر است که ترمینال عین السخنه در خلیج سوئز را به ساحل اسکندریه در دریای مدیترانه متصل می‌کند. این خط لوله به عنوان جایگزینی برای صادرات نفت از خلیج فارس که باید از کانال سوئز بگذرد محسوب می‌شود.
خط لوله سومد به طول ۳۲۰ کیلومتر از پایانه العین السخنه در خلیج سوئز تا بندر سیدی کریر در غرب اسکندریه در مدیترانه کشیده شده است و مالکیت آن در اختیار شرکت سومد است که همچنین اداره بندر مدیترانه‌ای سیدی کریر مصر را نیز در اختیار خود دارد دارد. نیمی از سهام مالکیت این شرکت در اختیار شرکت دولتی نفت مصر است، مالکیت باقی سهام این شرکت در اختیار چهار کشور عربی خلیج فارس شامل عربستان سعودی، کویت (سه شرکت کویتی)، امارات متحده عربی و قطر است. تنگه سوئز و این خط لوله از این جهت که اقتصادی‌ترین راه‌های موجود برای صادرت نفت ایران به اروپا می‌باشند نه تنها برای مصر و صاحبان عرب صادر کننده نفت که برای ایران نیز از اهمیت ویژه‌ای برخوردار است.